# سوق

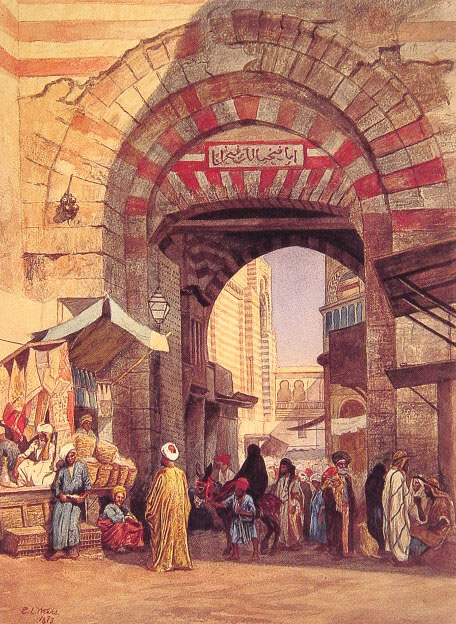
لوحة رُسمت عن طريق ادوين لورد ويكس تعبر عن السوق في 1873

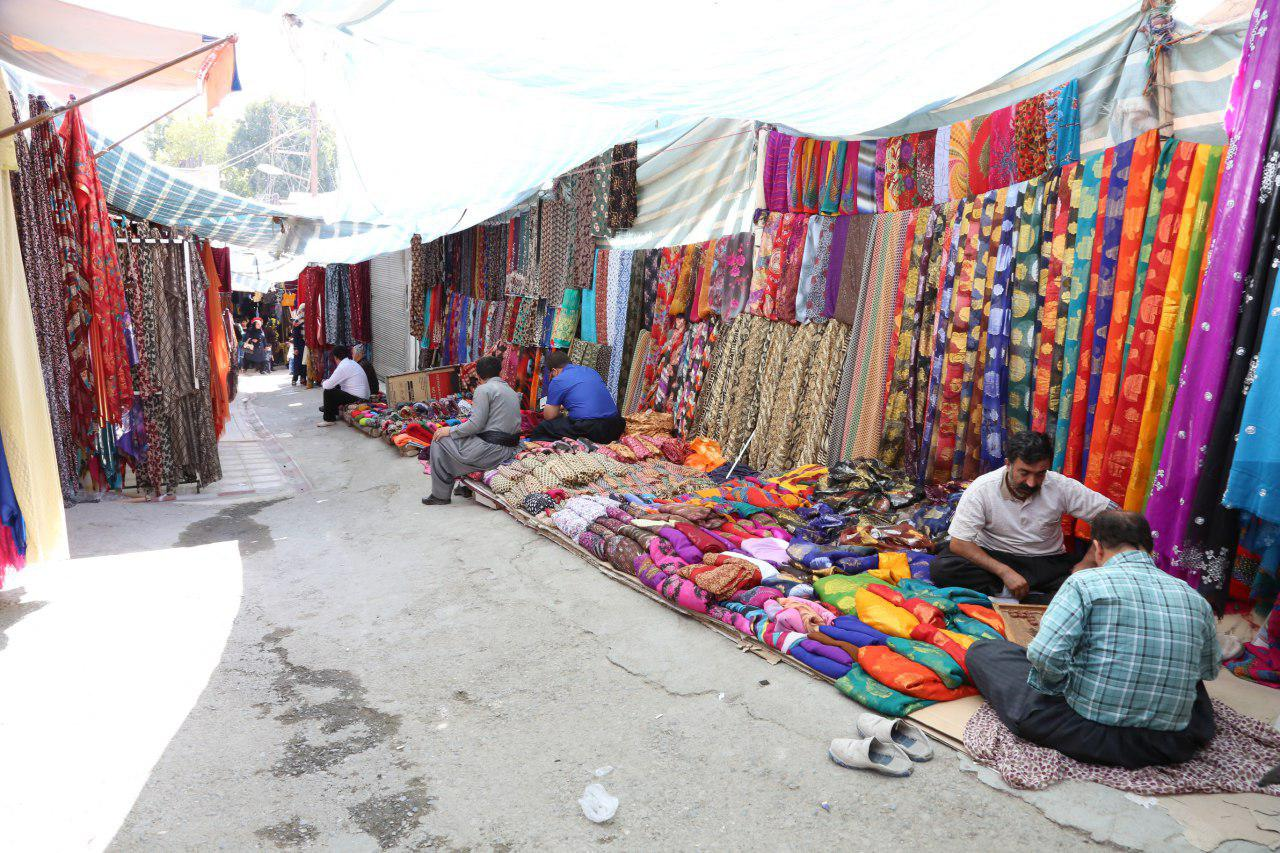
سوق لبيع القماش

السوق مكان عامّ يلتقي فيه البائعون والمشترون لبيع وشراء المنتجات والأوراق المالية والخدمات إمّا مباشرة أو من خلال وسطاء. وقد تكون الأسواق في الهواء الطلق أو داخل مباني. يختلف وصف السوق من بقعةٍ لأخرى حول العالم، إذ يوصف بـ«سوق» (بالعربية)، وبـ«بازار» (بالفارسية)، وبـ«الميركادو» (بالإسبانية)، أو بـ«البالينجكي» في الفلبين. تعمل بعض الأسواق بشكل يومي ويُطلق عليها تسمية الأسواق الدائمة في حين تُقام الأسواق الأخرى مرة واحدة في الأسبوع أو في أيام قليلة محددة مثل الأعياد والمناسبات، وتسمى بالأسواق الدورية. تعتمد الهيئة التي يتخذها السوق على العدد السكاني للمنطقة والثقافة والأجواء المحيطة والظروف الجغرافية. يغطي مصطلح سوق العديد من أنواع التجارة، مثل ميادين التسوق وصالات التسوق وصالات الطعام وغيرها من الأنواع الأخرى. نتيجة لهذا، يُمكن أن توجد الأسواق في الأماكن المغلقة والمفتوحة.
وُجدت الأسواق منذ انخراط البشر في التجارة. يُعتقد بأن أولى البزارات كانت قد نشأت في بلاد فارس، ومن هناك انتشرت إلى باقي أجزاء الشرق الأوسط وأوروبا. تشير مصادر وثائقية إلى أن سياسات تقسيم المناطق حصرت التجارة في مناطق محددة من المدن منذ 3000 سنة قبل الميلاد، خالقةً الأجواء اللازمة لظهور البازار. كانت البازارت الشرق أوسطية على شكل شرائط طويلة مع أكشاك على الجانبين وسقف مغطى مصمم لحماية التجار والمشترين من أشعة الشمس الضاربة. في أوروبا، مهدت أسواق غير رسمية وغير منظمة الطريقَ تدريجياً لنظامٍ من الأسواق الرسمية، والقانونية منذ القرن الثاني عشر. خلال فترة العصور الوسطى ساهمت زيادة تنظيم ممارسات الأسواق -وخاصة الأوزان والمقاييس- في إعطاء الثقة للمستهلكين في جودة السلع الموجودة في السوق وفي عدالة الأسعار. تطورت الأسواق بأشكال مختلفة حول العالم تبعاً للظروف المحلية المحيطة، وخاصة الجو والعرف والثقافة. في الشرق الأوسط، تكون الأسواق مغطاةً عادةً؛ لحماية التجار والمتسوقين من الشمس. في المناخات المعتدلة، تكون الأسواق مفتوحة عادةً. في آسيا، يشيع وجود سوقٍ صباحي لتجارة البضائع الطازجة وسوق مسائي لتجارة السلع غير القابلة للتلف.
في العديد من البلدان، يعد التسوق في سوق شعبي سمةً نمطية من الحياة اليومية. نظراً للدور الذي يلعبه السوق في تأمين احتياجات السكان من الطعام، تخضع الأسواق لرقابة عالية من قبل سلطةٍ مركزية. في العديد من الأماكن، أُدرجت أسواق محددة في مواقع ذات أهمية تاريخية وهندسية ممثِّلةً جزءاً من الأصول الثقافية للمدينة أو الأمة. ولهذه الأسباب، غدت أغلبها من الوجهات السياحية الشهيرة.

## تاريخ

### في عصور ما قبل التاريخ

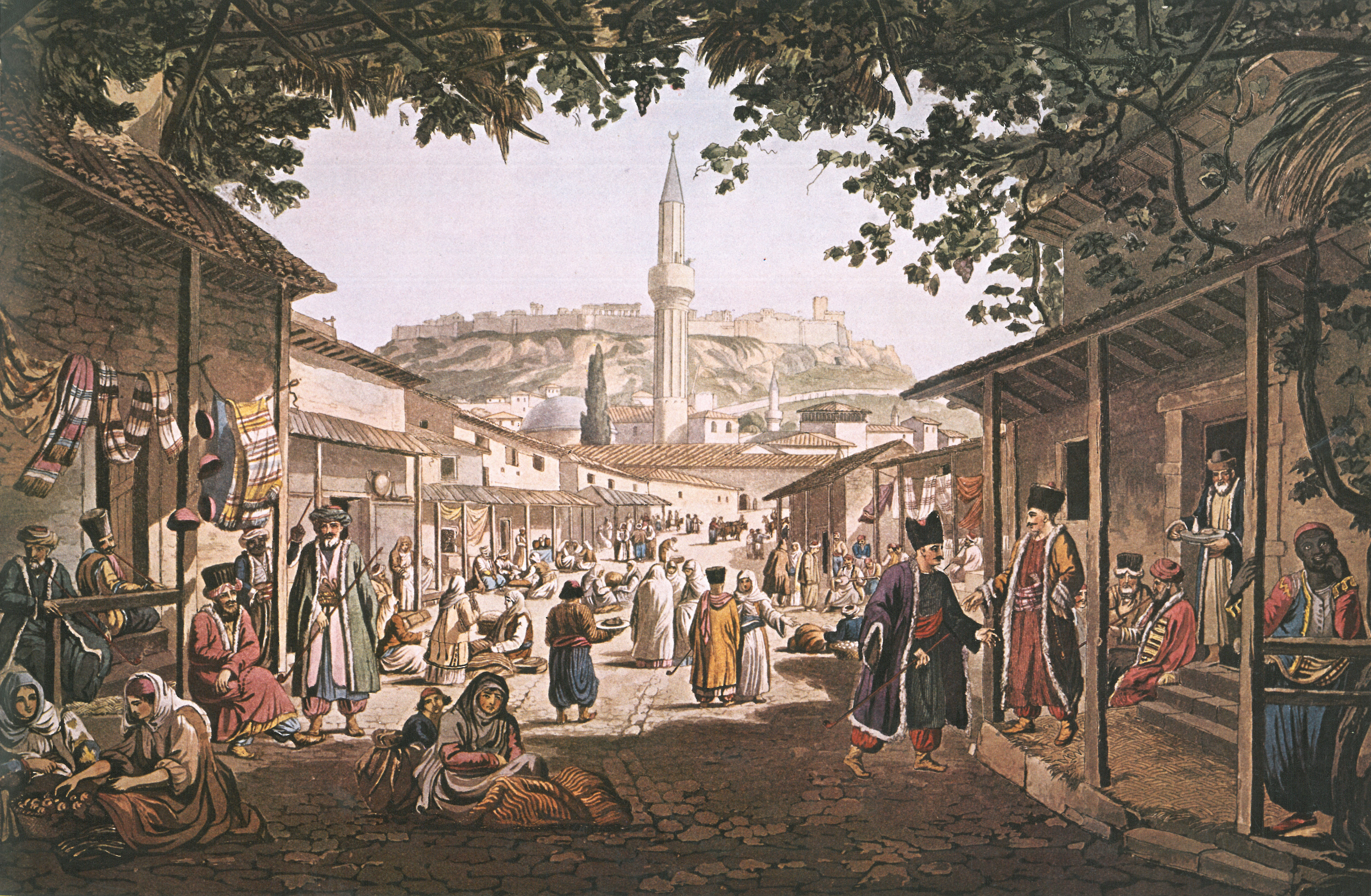
لوحة "بازار أثينا" بريشة إدوارد دودويل (1821)

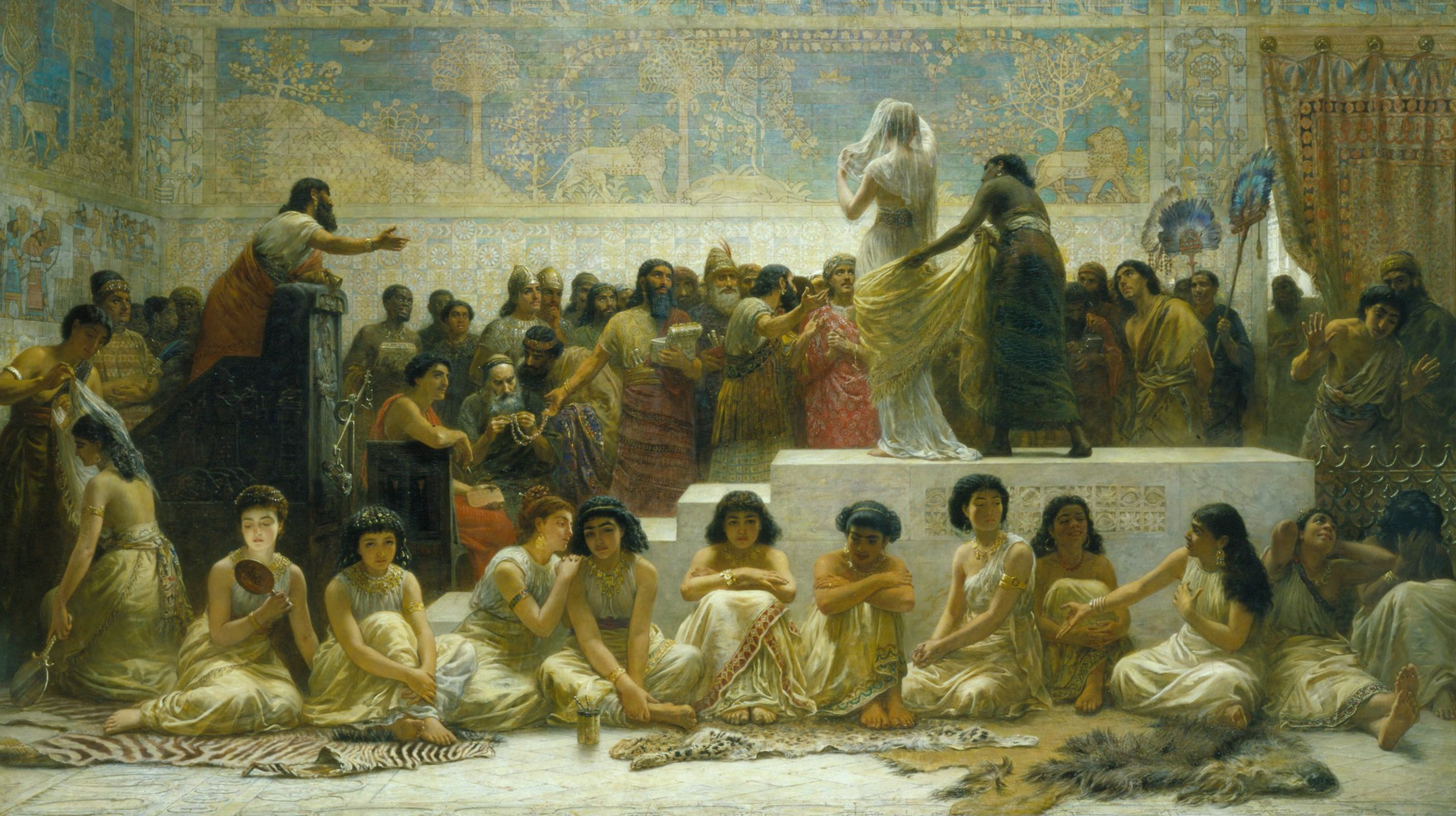
لوحة "سوق الزواج البابلي" (1875) بريشة إدوين لونغ. موضوع اللوحة مأخوذ عن ما أورده هيرودوت في مؤلفه «تواريخ»

وُجدت الأسواق منذ العصور القديمة. قال بعض المؤرخين إنَّ نوعاً من الأسواق كان قد وُجد منذ بدأ الإنسان بالانخراط في التجارة. عُرفت الأسواق العامة في الهواء الطلق في بلاد بابل وآشور وفينيقيا واليونان القديمة ومصر القديمة وشبه الجزيرة العربية. مع ذلك، لم تتمكن جميع المجتمعات من تطوير نظام للتسوق. أشار المؤرخ اليوناني هيرودوت إلى أن الأسواق لم تتطور في بلاد فارس القديمة.
انبثقت شبكة من الأسواق عبر البحر المتوسط وبحر إيجة منذ أوائل العصر البرونزي، إذ شاعت تجارة مجموعة واسعة من السلع من ضمنها: الملح واللازورد والأصباغ والملابس والمعادن والأواني والسلع السيراميكية والتماثيل والرماح وغيرها من الأدوات الأخرى. تشير الدلائل الأثرية إلى أنَّ التجار في العصر البرونزي جزؤوا طرق التجارة وفقاً للدوائر الجغرافية. انتقلت الأفكار والمحاصيل معاً عبر هذه الطرق التجارية.
تشير المصادر الوثائقية إلى ظهور نوعٍ من البازارات لأول مرة في الشرق الأوسط منذ نحو 3000 سنة قبل الميلاد. احتلت البازارات المبكرة سلسلة من الأزقة على طول المدينة، وعادةً ما تمتد من إحدى بوابات المدينة إلى بوابة أخرى في الطرف الآخر منها. فعلى سبيل المثال، يمتد البزار الواقع في مدينة تبريز لنحو 1.5 كيلومتر وهو أطول سوقٍ مقببٍ في العالم. قال موسافي بأنَّ البازارات في الشرق الأوسط تشكلت بنمط خطي، من ناحية أخرى كانت الأسواق في الغرب مركزية أكثر. لاحظ المؤرخ اليوناني هيرودوت، بأن الأدوار في مصر كانت معكوسة بالمقارنة مع ثقافات أخرى، إذ كانت المرأة المصرية تتردد على السوق وتُعنى بأمور التجارة، في حين يبقى الرجل في المنزل ليحيك القماش وصف هيرودوت أيضاً لوحة سوق الزواج البابلي.

### في العصور القديمة

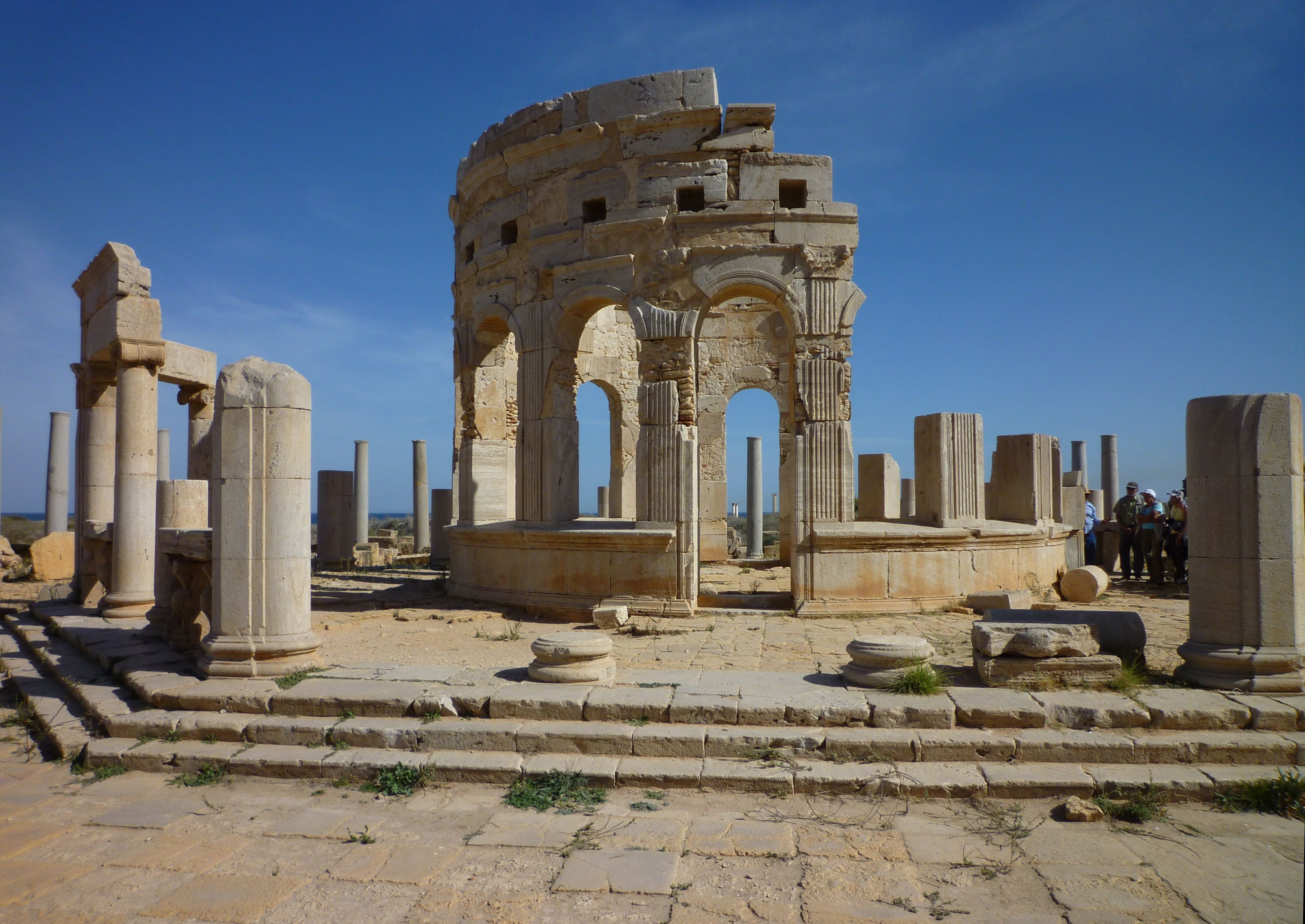
أطلال سوق في موقع لبدة الكبرى الروماني في شمال أفريقيا

في العصور القديمة، كانت الأسواق تتمركز عادةً في وسط المدينة، وكان السوق محاطاً بأزقة يقطنها مجموعة من الحرفيين البارعين، مثل: الحدادين وعمال الجلود والنجارين. باع هؤلاء الحرفيون سلعهم من محالهم بشكلٍ مباشر، ولكنهم حضروا سلعاً للبيع أيضاً في الأيام التي يقام فيها السوق.
كانت الأسواق في اليونان القديمة (التي يطلق عليها أغوراي) موجودةً في معظم المدن، إذ كانوا يعملون في أماكن مفتوحة (أغورا). بين الأعوام 550 و350 قبل الميلاد، تجمّع أصحاب الأكشاك معاً وفقاً لنوع السلع المباعة، إذ كان بائعو السمك في مكانٍ واحد، وبائعو الملابس في مكانٍ آخر، وكان بائعو السلع الباهظة مثل العطور والقوارير والجِرار في بناء منفصل. نظم اليونانيون التجارة إلى مناطق منفصلة تقع جميعها بالقرب من مركز المدينة وتعرف باسم (ستوا). احتوت الستوا على أعمدة قائمة بذاتها وممر مغطى وكانت مكاناً للتجارة والتنزه أيضاً، وتقع ضمن الأماكن المفتوحة (الأغورا) أو بالقرب منها. وظفت الحكومة عددًا من المسؤولين في سوق أثينا لمراقبة الأوزان والمقاييس والعُمل المعدنية؛ لضمان عدم حصول غش للناس في عمليات البيع في السوق. صعّب وجود التضاريس الصخرية والجبلية من مهمة المنتجين في نقل بضائعهم أو الفائض عن حاجتهم إلى الأسواق المحلية، ما أدى إلى ظهور نوع متخصص من تجار التجزئة (الكابيلوي) الذين يعملون وسطاءَ من خلال شراء المحاصيل من الفلاحين ونقلها عبر مسافات قصيرة إلى أسواق المدينة.

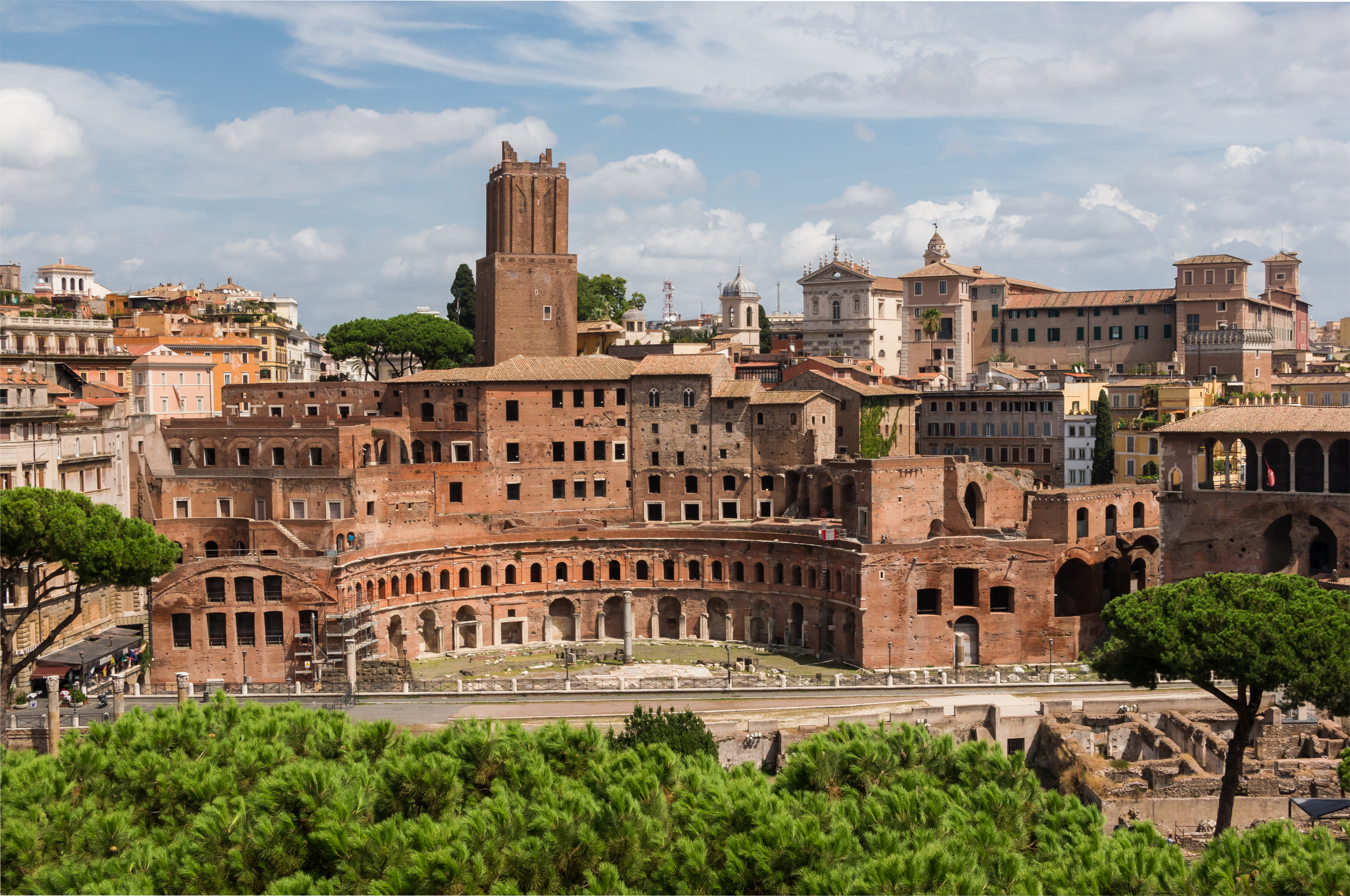
سوق تراجان في روما

جرت التجارة في روما القديمة في المنتديات. امتلكت روما منتديين: المنتدى الروماني ومنتدى تراجان. بُني سوق تراجان الواقع في منتدى تراجان قرابة 100-110 سنة قبل الميلاد، محتلاً مساحةً شاسعة، ومؤلفاً من عدة بنايات ومتاجر موزعة على أربعة طوابق. كان المنتدى الروماني أول مثال لواجهة دائمة لمتاجر البيع بالتجزئة. في العصور القديمة، اشتمل التبادل على البيع المباشر من خلال التجار أو الباعة المتجولين وشاعت نُظم المقايضة. في العالم الروماني، خدم السوق المركزي الفلاحين بشكلٍ أساسي. تألف أصحاب الأكشاك في السوق من منتجين محليين بشكلٍ أساسي باعوا كميات قليلة من الفائض عن نتاج نشاطاتهم الزراعية، والحرفيين الذين باعوا البضائع الجلدية والبضائع المعدنية والمصنوعات الفخارية. تألف المستهلكون من عدة مجاميع مختلفة: الفلاحون الذين اشتروا معدات زراعية بسيطة والقليل من الكماليات لبيوتهم، وسكان الحضر الذين اشتروا الضروريات الأساسية. كان للمنتجين الأساسيين جاذبية كافية للتجار الذين كانوا يأتون عند أبواب مزارعهم ليشتروا البضاعة، ما جنبهم الحاجة في الذهاب إلى الأسواق المحلية. أدار ملاك الأراضي الأغنياء جداً توزيع بضائعهم بأنفسهم، بما في ذلك التصدير والاستيراد. وُثقت طبيعة أسواق التصدير في العصور القديمة بشكلٍ جيد من خلال المصادر القديمة ودراسات الحالة الأثرية.
خدمت مجموعة من الأسواق الناس في مدينة بومبي التي يصل تعداد سكانها إلى نحو 12000 نسمة. وقَعت أسواق الإنتاج في المناطق المجاورة للمنتدى، في حين وقعت أسواق الماشية في محيط المدينة، بالقرب من المدرج الروماني. وُجد ما يشبه السوق على شكل بناية طويلة ضيقة في الجزء الشمالي الغربي من المنتدى (ربما تكون سوقاً للحبوب). يقف الماسيلام -الذي يُعتقد بأنه كان سوقاً للحوم والأسماك- في الجهة المقابلة. دفع أصحاب الأكشاك في السوق ضريبة سوقية من أجل الحصول على الحق في مزاولة التجارة في أيام السوق. تشير بعض الدلائل الأثرية إلى تحكم الدولة المحلية بالأسواق والبائعين في الشارع. وثّقت أحد النقوش المحفورة خارج أحد المحال جدولاً من سبعة أيام لتنظيم عمل السوق: «يوم زحل في بومبي ونوسيريا، يوم الشمس في آتيلّا ونولا، يوم القمر في كوماي... الخ». يشير وجود تقويم تجاري رسمي إلى أهمية السوق بالنسبة لحياة المجتمع وتجارته؛ إذ كانت الأسواق مراكز مهمة للحياة الاجتماعية أيضاً.

### أسواق العرب قبل الإسلام
كان للعرب قبل الإسلام أسواق عدة. الكثير منها اندثرت آثاره منذ زمن بعيد، والبعض ما تزال آثره ومعالمه حتى وقتنا الحاضر. وبشكل عام كان لدى العرب تسعة أسواق كبرى، هي أهم وأشهر أسواقهم قبل الإسلام، وهي: سوق الرابية، وسوق المشقر، وسوق دومة الجندل، وسوق ذي المجاز، وسوق عكاظ، وسوق مجنة، وسوق نطاة خيبر، وسوق هجر، وملتقى سوق عكاظ.